# Équipe de Tunisie masculine de volley-ball
Cet article traite de l'équipe masculine. Pour l'équipe féminine, voir Équipe de Tunisie féminine de volley-ball.
L'équipe de Tunisie masculine de volley-ball est composée des meilleurs joueurs tunisiens sélectionnés par la Fédération tunisienne de volley-ball (FTVB). Elle est classée au 18e rang de la Fédération internationale de volley-ball en date du 31 juillet 2023. Elle est l'équipe la plus titrée en Afrique avec onze titres.

## Palmarès et parcours

### Palmarès
- Championnat d'Afrique (11)  :
  -  Champion : 1967, 1971, 1979, 1987, 1995, 1997, 1999, 2003, 2017, 2019, 2021
  -  Finaliste : 1976, 1983, 1993, 2005, 2007, 2013, 2015
  -  Troisième : 1991, 2011
- Championnat arabe (8) :
  -  Champion : 1980, 1984, 1988, 1996, 2000, 2002, 2006, 2012
  -  Finaliste : 1998, 2008
  -  Troisième : 1994
- Jeux méditerranéens :
  -  Finaliste : 2001, 2013
- Jeux africains (1) :
  -  Champion : 1978
  -  Finaliste : 1965, 1973, 2007
  -  Troisième : 1991
- Jeux panarabes (3) :
  -  Champion : 1957, 1985, 1999
  -  Troisième : 2004
- Autres
  -  Champion du championnat maghrébin de volley-ball (7) : 1967, 1968, 1969, 1970, 1971, 1972, 1973
  -  Champion de la coupe du président du Kazakhstan (1) : 2012
  -  Champion du tournoi international de Rashed (Dubaï) (1) : 2012
  -  Champion de la coupe afro-arabe de volley-ball (en) (1) : 1981 (en)
  -  Vice-champion du tournoi international de Due Mari (Italie) (1) : 2023
  - 11e à la coupe des cinq continents : 1969 à Montevideo[1]
  - 16e au championnat d'Europe : 1958 à Prague

### Parcours
| Jeux olympiques | Championnats du monde | Coupe du monde | Ligue mondiale | Championnats d'Afrique |
| --- | --- | --- | --- | --- |
| - 1964 : non participant - 1968 : non participant - 1972 : 12e - 1976 : non qualifié - 1980 : non participant - 1984 : 9e - 1988 : 12e - 1992 : non qualifié - 1996 : 12e - 2000 : non qualifié - 2004 : 11e - 2008 : non qualifié - 2012 : 11e - 2016 : non qualifié - 2020 : 11e | - 1949 : non participant - 1952 : non participant - 1956 : non participant - 1960 : non participant - 1962 : exclu - 1966 : non participant - 1970 : 22e - 1974 : 18e - 1978 : 24e - 1982 : 21e - 1986 : non qualifié - 1990 : non qualifié - 1994 : non qualifié - 1998 : non qualifié - 2002 : 19e - 2006 : 15e - 2010 : 19e - 2014 : 21e - 2018 : 21e - 2022 : 16e | - 1965 : non participant - 1969 : 11e - 1977 : non qualifié - 1981 : 8e - 1985 : non qualifié - 1989 : non qualifié - 1991 : 8e - 1995 : 12e - 1999 : 12e - 2003 : 11e - 2007 : 12e - 2011 : non qualifié - 2015 : 12e - 2019 : 12e - 2023 : qualifié | - 2011 : non qualifié (TQ) - 2012 : non participant - 2013 : non participant - 2014 : 27e - 2015 : 30e - 2016 : 33e - 2017 : 30e | - 1967 : - 1971 : - 1976 : et 7e - 1979 : - 1983 : - 1987 : - 1989 : non participant - 1991 : - 1993 : - 1995 : - 1997 : - 1999 : - 2001 : non participant - 2003 : - 2005 : - 2007 : - 2009 : 5e - 2011 : - 2013 : - 2015 : - 2017 : - 2019 : - 2021 : - 2023 : 5e |

| Championnat arabe                                                                                  | Jeux panarabes                                  | Jeux africains                               | Jeux méditerranéens                                                                       | Championnat maghrébin                                          |
| -------------------------------------------------------------------------------------------------- | ----------------------------------------------- | -------------------------------------------- | ----------------------------------------------------------------------------------------- | -------------------------------------------------------------- |
| - 1980 : - 1984 : - 1988 : - 1994 : - 1996 : - 1998 : - 2000 : - 2002 : - 2006 : - 2008 : - 2012 : | - 1957 : - 1985 : - 1999 : - 2004 : - 2007 : 5e | - 1965 : - 1973 : - 1978 : - 1991 : - 2007 : | - 1971 : 4e - 1987 : 5e - 2001 : - 2005 : 4e - 2009 : 4e - 2013 : - 2018 : 6e - 2022 : 6e | - 1967 : - 1968 : - 1969 : - 1970 : - 1971 : - 1972 : - 1973 : |

## Sélectionneurs
- 1956-1957 :  Habib Ben Ezzedine
- 1957-1960 :  Ernö Henning
- 1961-1962 :  Dragoslav Sirotanović
- 1962-1967 :  Ernö Henning
- 1968-1969 :  Josef Brož
- 1970 :  Hassine Belkhouja
- 1970-1973 :  Gustáv Breznen
- 1973-1978 :  Hassine Belkhouja
- 1979-1980 :  Mohamed Sellami
- 1981-1984 :  Victor Turin
- 1984-1986 :  Foued Kammoun
- 1986-1987 :  Hassen Ben Cheikh
- 1987-1991 :  Hubert Wagner (en)
- 1991 :  Hassine Belkhouja
- 1992-1993 :  Sergei Alexiev
- 1994-1996 :  Fethi Mkaouer
- 1997-1998 :  Shen Fu Lin
- 1998-1999 :  Stewart Bernard
- 1999-2007 :  Antonio Giacobbe
- 2008-2009 :   Veljko Basić
- 2010-2016 :  Fethi Mkaouer
- depuis 2017 :  Antonio Giacobbe

## Sélection
La sélection pour la Ligue mondiale 2014 est la suivante :
Entraîneur : Antonio Giacobbe ( Italie) ; entraîneur-adjoint : Noureddine Hfaiedh ( Tunisie)

## Anciens joueurs

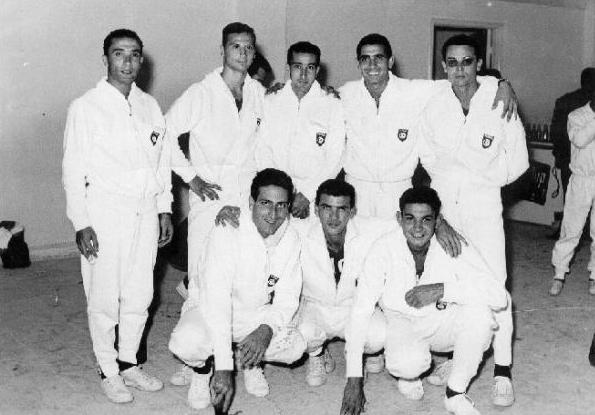
Équipe vainqueur de la médaille d'or aux Jeux panarabes en 1957.

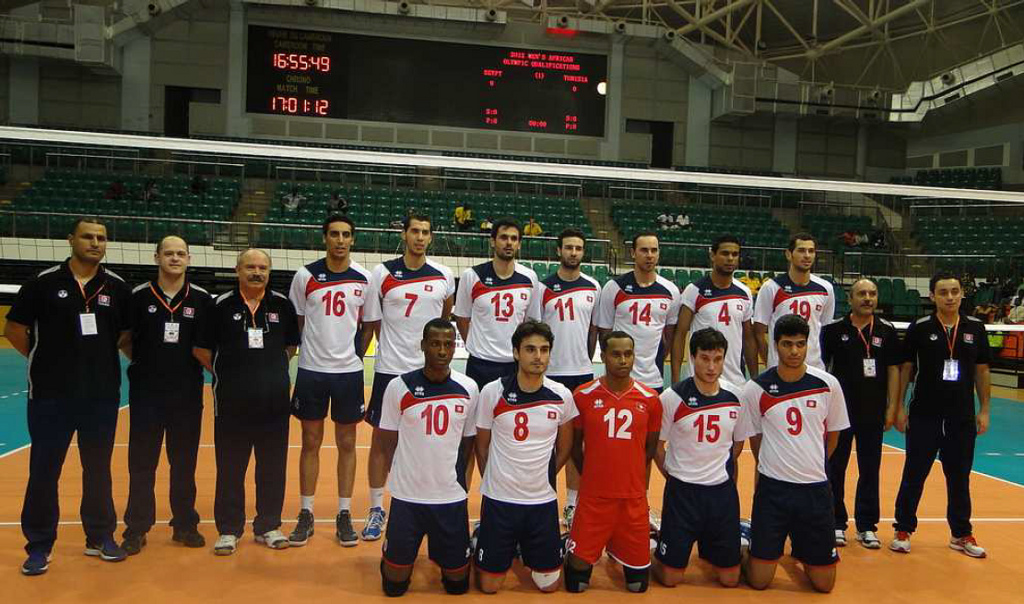
Équipe jouant un match contre l'Égypte dans le cadre des qualifications pour les Jeux olympiques d'été de 2012.

- Mustapha Annabi
- Mohamed Baghdadi (en)
- Raouf Bahri
- Khaled Belaïd (en)
- Hassine Belkhouja
- Abdelaziz Ben Abdallah
- Mehdi Ben Cheikh
- Moncef Ben Soltane (en)
- Wassim Ben Tara
- Mehrez Berriri (en)
- Naceur Bounatouf (en)
- Hédi Boussarsar (en)
- Rachid Boussarsar
- Slim Chebbi
- Abdelaziz Derbel
- Dhak Ennaifer
- Rachid Fazaa
- Marouane Fehri (en)
- Marouane Garci
- Chaker Ghezal (en)
- Ghazi Guidara (en)
- Mohamed Hachicha
- Raja Hayder (en)
- Riadh Hedhili (en)
- Noureddine Hfaiedh
- Hosni Karamosli (en)
- Msaddak Lahmar (en)
- Atef Loukil
- Slim Maherzi
- Ghazi Mhiri
- Behi Ouaiel
- Samir Tebourski
- Jamel Znaidi